# Inexistencia
La inexistencia, en Derecho, es una figura doctrinal que determina la plena ineficacia del acto jurídico que carece de alguno de los elementos esenciales impuestos por la norma. Excluye incluso la mera apariencia del acto o negocio jurídico, pues carece de cualquiera de los elementos esenciales propios del primero, ya sea el consentimiento, el objeto, la forma, la causa (en los ordenamientos que contemplen este último elemento) u otro. Un ejemplo de inexistencia sería un contrato de compraventa en el que las partes contratantes no hayan dado su consentimiento, sin cosa vendida, o sin precio.
La inexistencia es equiparable a la nulidad de pleno derecho, pues tiene sus mismos efectos: carencia de consecuencias jurídicas. La sutil diferencia entre ellas es que en la primera ni siquiera hay apariencia de negocio jurídico.

## Antecedentes
La teoría de la inexistencia está estrechamente vinculada con la institución del matrimonio. En el Derecho canónico se distinguía entre matrimonium nullum (matrimonio nulo) y matrimonium non existens (matrimonio inexistente), sobre la base de considerar al consentimiento como elemento esencial al acto del matrimonio, por lo que su ausencia provocaba que aquel no fuera nulo sino inexistente.
Modernamente, la teoría de la inexistencia matrimonial se debe al jurista Karl Zachariae, de la escuela exegética, que la fundó en el artículo 146 del Código Civil Francés: Il n'y a pas de mariage lorsqu'il n'y a point de consentement ("No hay matrimonio sin consentimiento matrimonial"), disposición incluía en dicho cuerpo legal, por recomendación del propio Napoleón, y quien la amplió, distinguiendo entre requisitos o condiciones esenciales y requisitos o condiciones de validez.
Posteriormente, la teoría de la inexistencia se ampliaría a todos los actos jurídicos, aunque hubo juristas que la mantuvieron restringida al ámbito matrimonial.

## Polémica doctrinaria
Dentro de la doctrina jurídica existe polémica sobre esta figura. Los juristas partidarios de la categoría argumentan que estos supuestos actos aparentan ser jurídicos pero no lo son, no por un vicio inherente en los elementos esenciales sino por la inexistencia de ellos. Esto trae aparejada la falta de efectos jurídicos, es decir, no se pueden imputar consecuencias a algo que no tiene existencia jurídica. 
Por el contrario, los detractores de la figura concluyen que debido a la escasa trascendencia práctica, y la indeterminación de la frontera entre nulidad e inexistencia, no es conveniente contemplar esta última como una categoría distinta a la nulidad radical.
Lo cierto es que la inexistencia y la nulidad radical (nulidad de pleno derecho) son equiparables, pudiendo englobar la nulidad de pleno derecho dentro de la "inexistencia". Ambas implican que falta algún elemento esencial de un negocio jurídico (sea el objeto, el consentimiento, la causa o, en su caso, la forma), con la diferencia de que en los casos de inexistencia ni siquiera hay apariencia de negocio jurídico, y la nulidad de pleno derecho sí tiene dicha apariencia (de ahí que la mayor parte de las veces se necesite declaración judicial de nulidad de un negocio, pues hasta ese momento "aparentemente" parecía válido).
La "inexistencia" como tal suele tener poca importancia práctica precisamente por la falta de elementos a considerar. La nulidad de pleno derecho es la que presenta miles de problemas a diario en las demandas ante los tribunales.
Ejemplo:
INEXISTENCIA: Una hipoteca que no conste en documento público. Las hipotecas en nuestro derecho no existen hasta que no se formalizan en documento público. No cabe alegar ni hablar de una hipoteca existencia si la misma no consta en escritura notarial.
NULIDAD DE PLENO DERECHO: Contrato de compraventa donde falta el consentimiento de una de las partes. Al faltar uno de los tres elementos esenciales, no se ha llegado a la categoría de "contrato", luego este contrato también sería inexistente con la salvedad de que a la vista de cualquiera, ese contrato sí existe, y, aunque no es preciso, sería conveniente obtener una declaración judicial de nulidad de ese contrato para destruir esa apariencia.
Ambas acciones, al ser realmente la misma en la práctica, son IMPRESCRIPTIBLES y nunca se puede convalidar (la ratificación posterior de negocio nulo solo cabe en la nulidad relativa/anulabilidad).
Ambas se deben diferenciar de la anulidad (o nulidad relativa) en la que sí están presentes los 3 elementos esenciales, pero uno de ellos está viciado.
Ejemplo de ANULABILIDAD: Prestar consentimiento a la celebración de un contrato por estar bajo coacción. El consentimiento se ha manifestado, luego aparentemente sí hay contrato. Al estar ese consentimiento viciado por dolo, error, coacción o amenaza, es anulable por el que lo sufrió.
En anulabilidad de un negocio jurídico sí es necesaria la declaración judicial

## Diferencias entre inexistencia (nulidad de pleno derecho) y nulidad relativa (anulabilidad)
- La nulidad relativa debe ser declarada por los Tribunales de Justicia, no así la inexistencia. Esta última opera de pleno derecho.
- El acto inexistente, no produce efecto alguno; en cambio, el acto nulo, mientras su vicio no se declare judicialmente, produce todos sus efectos.
- El acto nulo puede sanearse con el transcurso del tiempo, el acto inexistente no. La inexistencia es imprescriptible.
- La inexistencia no puede ratificarse o confirmarse. En cambio, la nulidad relativa puede ratificarse o confirmarse.
- La nulidad puede alegarse como acción o excepción, mientras que la inexistencia sólo como excepción.
- Cualquier persona puede alegar la inexistencia. Ello no ocurre con la nulidad, pues sólo puede ser alegada por determinadas personas, según se trate de la nulidad absoluta o nulidad relativa.
- La nulidad judicialmente declarada, produce efectos sólo en relación con las partes en cuyo favor se ha decretado. La inexistencia, constatada judicialmente, permite a todo interesado aprovecharse de ella.
- La nulidad es de Derecho estricto, requiere de norma expresa que establezca la respectiva causal para que opere. En cambio, la inexistencia se produce por la sola circunstancia de omitirse un requisito de existencia del acto jurídico.[1]